# Мексиканска комунистическа партия
Мексиканската комунистическа партия (на испански: Partido Comunista Mexicano, PCM) е комунистическа партия в Мексико. Тя е основана през 1917 г. като Социалистическа работническа партия. През ноември 1919 г. променя името си на Мексиканска комунистическа партия, след Октомврийската революция в Русия. През 1925 г. е обявена за незаконна и остава такава до 1935 г. по време на президентството на левия Лазаро Карденас. Нейни членове са били Диего Ривера и Фрида Кало.
Първият конгрес се провежда през 1921 г., а последният през 1981 г., когато партията се слива с три други леви партии и практически престава да съществува.